# Jane Törnqvist
Jane Törnqvist (9 de maio de 1975) é uma ex-futebolista profissional sueca de origem filipina, que atuava como defensora.

## Carreira
Jane Törnqvist fez parte do elenco da Seleção Sueca de Futebol Feminino, nas Olimpíadas de 2000 e 2004. 